# Sulcosticta pallida
Sulcosticta pallida är en trollsländeart som beskrevs av Van Tol 2005. Sulcosticta pallida ingår i släktet Sulcosticta och familjen Platystictidae. Inga underarter finns listade i Catalogue of Life.